# Josep (Film)
Josep ist ein Trickfilm von Aurel aus dem Jahr 2020. Die Handlung basiert auf dem wahren Schicksal des spanischen Künstlers Josep Bartolí (1910–1995). Der Karikaturist schloss sich in der Endphase des Spanischen Bürgerkriegs der Massenflucht republiktreuer Einwohner vor der Franco-Diktatur nach Frankreich an („La Retirada“). Der Film thematisiert die katastrophalen Zustände in einem französischen Lager, in dem Bartolí mit vielen seiner Landsleuten interneriert wird. Dort freundet er sich mit einem französischen Wächter an, der ihm zur Flucht verhilft.
Die Uraufführung fand am 22. Juni 2020 beim online veranstalteten Festival d’Animation Annecy statt. Der reguläre Kinostart in Frankreich erfolgte am 30. September 2020.

## Handlung
Ein im Sterben liegender Großvater berichtet seinem künstlerisch begabten Enkel über eine Freundschaft, die er im Februar 1939 in einem französischen Internierungslager schloss: Der aus Barcelona stammende Karikaturist Josep Bartolí ist, wie viele seiner republikanischen Landsleute, vor dem Franco-Regime geflüchtet. Er findet Aufnahme in einem Lager in der Nähe von Perpignan. Dort werden die spanischen Insassen eingesperrt und sich weitgehend selbst überlassen. Essensvorräte, Trinkwasser und ärztliche Versorgung sind Mangelware. Die Lagerinsassen müssen sich selbst Behausungen errichten und leiden unter Krätze, Skorbut oder Typhus, viele sterben. Dem Hunger begegnen sie mit dem Schlachten von Pferden oder zugelaufenen Hunden. Josep flüchtet sich in das Zeichnen und muss unentwegt an seine schwangere Verlobte María denken, die er in den Wirren der Flucht verlor. Auch muss er sich den Schikanen der sadistischen französischen Aufseher Léon und Robert erwehren, während die senegalesischen Infanteristen den spanischen Insassen wohlgesinnt sind. Durch Zufall macht er die Bekanntschaft mit dem gutmütigen Aufseher Serge, der ihm Stift und Papier zukommen lässt. Daraufhin beginnt er den Lageralltag in Skizzen festzuhalten.
Als der mit Josep befreundete Anarchist Helios gegen Robert und Léon aufbegehrt, werden beide Männer schwer misshandelt. Während Josep durch Serges Eingreifen gerettet werden kann, kommt für Helios jede Hilfe zu spät. Mit Hilfe einer Zeichnung von Josep versucht Serge dessen Verlobte aufzuspüren. Als er Josep zu einer entstellten und stummen Frau auf einem Lazarettschiff führt, springt dieser entsetzt über Bord. Wenig später findet Serge in seinem Spind Joseps Skizzenbuch, sein Feuerzeug mit dem Aufdruck „María“ und einen Henkersknoten. Im Duschraum stellt Serge entsetzt fest, dass die Senegalesen Léon und Robert überfallen und letzteren getötet haben.
Serge arbeitet in der Folge weiter als Polizist und hilft auch bei Judendeportationen der Gestapo. Er bereut seinen blinden Gehorsam später. Auf einem Transport trifft er Josep wieder, der ihm erzählt, dass María bereits bei einem deutschen Fliegerangriff auf ihren Zug in Figueres ums Leben kam. Daraufhin verhilft Serge ihm zur Flucht, erleidet aber durch eine Schussverletzung Joseps eine bleibende Lähmung im linken Arm. Er engagiert sich später in der Résistance unter dem Decknamen „Josep“. Nach dem Krieg treffen sich beide durch Zufall in Mexiko wieder, wo sie Frida Kahlo begegnen und Josep seine Zeichnungen aus dem Lager unter dem Titel Campos de concentración veröffentlicht.
Der im Sterben liegende Großvater entpuppt sich am Ende als Serge, der seinem Enkel Valentin eine Original-Skizze von Josep schenkt, die den sterbenden Helios zeigt. Jahre später besucht der erwachsene Valentin eine Gedenkausstellung zu Ehren Joseps in New York und hängt die Skizze zwischen die ausgestellten, dazugehörigen Fragmente des Bildes von Helios.

## Synchronisation
| Rolle(n)                    | Originalsprecher    |
| --------------------------- | ------------------- |
| Josep Bartolí               | Sergi López         |
| Martin                      | Emmanuel Vottero    |
| Helios                      | Xavier Serrano      |
| Valentin                    | David Marsais       |
| Valentins Mutter            | Valérie Lemercier   |
| Valentins Vater             | Thomas Vandenberghe |
| Großvater Serge             | Gérard Hernandez    |
| Serge                       | Bruno Solo          |
| Robert                      | François Morel      |
| Léon                        | Alain Cauchi        |
| Senegalesischer Infanterist | Pape Bamar Kane     |
| Bertilia / Frida Kahlo      | Sílvia Pérez Cruz   |
| Micaela / Enriqueta         | Alba Pujol          |

## Produktion und Veröffentlichung
Der Film entstand als europäische Koproduktion der Firmen Les Films d’Ici Méditerranée, Les Films du Poisson Rouge, In Efecto, Tchack, Les Films d’Ici, Lunanime und Promenons-nous dans les bois. Regie führte Aurel, der auch für die künstlerische Leitung übernahm, während das Drehbuch von Jean-Louis Milesi geschrieben wurde. Den Schnitt übernahm Thomas Belair, Kolorist war Graziella Zanoni und als Produzenten verantwortlich waren Jordi B. Oliva und Serge Lalou. Die Filmmusik wurde komponiert von Sílvia Pérez Cruz.
Die Uraufführung von Aurels Regiedebüt war ursprünglich im Mai 2020 bei den 73. Internationalen Filmfestspielen von Cannes geplant, die aber aufgrund der COVID-19-Pandemie abgesagt werden mussten. Daraufhin wurde Josep am 22. Juni 2020 beim online veranstalteten Festival d’Animation Annecy uraufgeführt. Der reguläre Kinostart in Frankreich erfolgte am 30. September 2020. Es folgten Aufführungen bei diversen weiteren internationalen Festivals. Die erste Aufführung in Deutschland fand am 7. Mai 2021 beim Internationalen Trickfilm-Festival Stuttgart statt. In Griechenland, Belgien, Spanien, Brasilien und Japan wurde der Film auch regulär in den Kinos gezeigt. In den Niederlanden erschien er auf DVD.

## Auszeichnungen

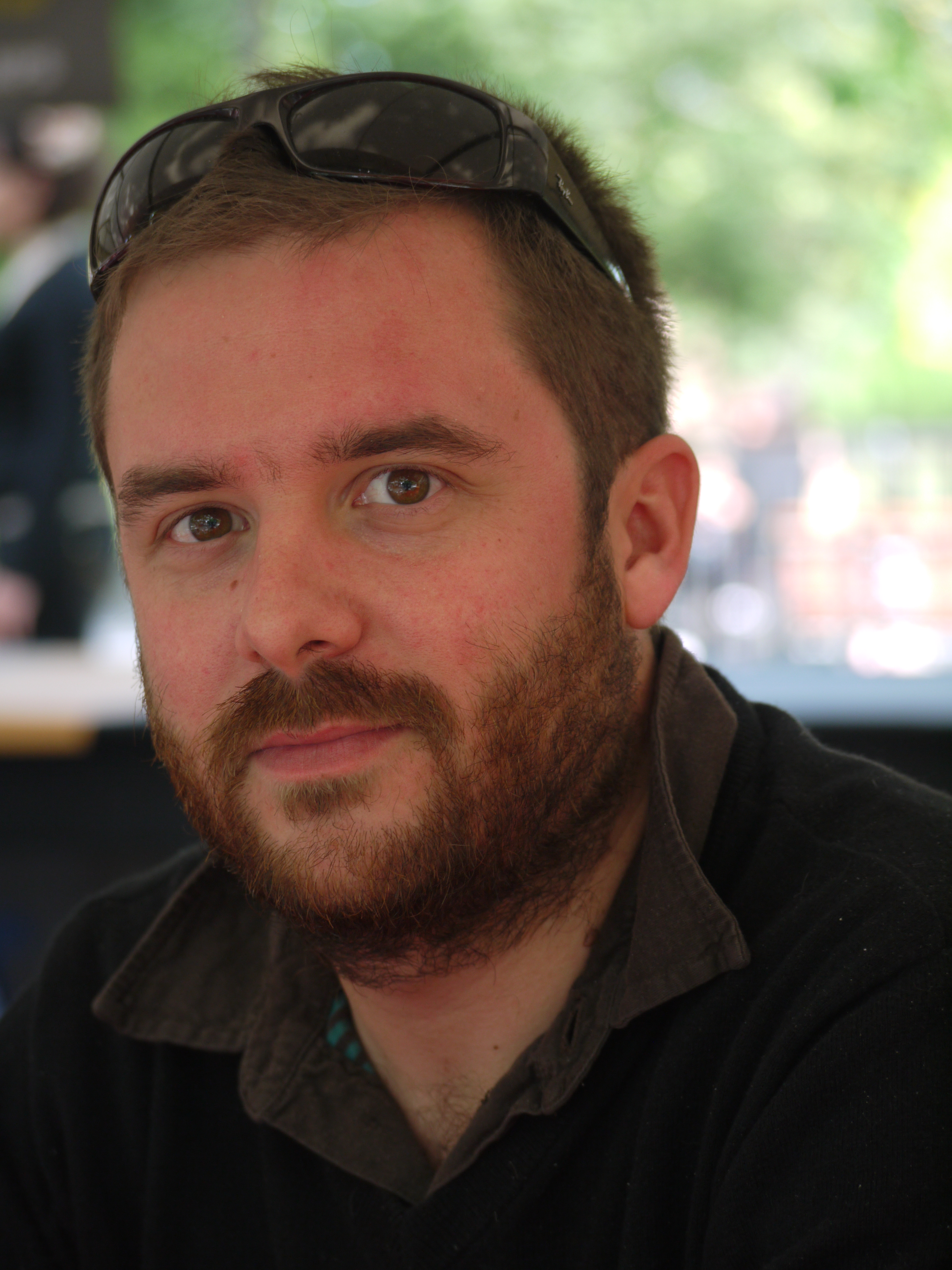
Der französische Comiczeichner Aurel (bürgerlicher Name: Aurélien Froment) legte mit Josep sein Debüt als Filmregisseur vor.

Noch vor Fertigstellung erhielt Josep 2019 auf dem Festival d’Animation Annecy den Prix Fondation Gan à la Diffusion. Nach der Veröffentlichung folgten zehn weitere Film- bzw. Festivalpreise sowie mehrere Nominierungen, darunter folgende:
2020
- Athens International Film Festival:

- Bestes Drehbuch (Jean-Louis Milesi)
- Publikumspreis

- Europäischer Filmpreis:

- Bester Animationsfilm

- Festival Internacional de Cine en Guadalajara:

- Bester internationaler Animationsfilm

- Louis-Delluc-Preis:

- Bestes Erstlingswerk

- Semana Internacional de Cine de Valladolid:

- Ribera de Duero Award – Beste Regie

2021
- César:

- Bester Animationsfilm

- Premios Días de Cine:

- Bester animierter Spielfilm

- Prix Lumières:

- Bester Animationsfilm
- Beste Filmmusik (Sílvia Pérez Cruz)
- Nominierung – Bestes Drehbuch (Jean-Louis Milesi)